# Galaxias brevipinnis
Galaxias brevipinnis är en fiskart som beskrevs av Günther, 1866. Galaxias brevipinnis ingår i släktet Galaxias och familjen Galaxiidae. Inga underarter finns listade i Catalogue of Life.